# Kaluga
Kaluga (tiếng Nga: Калуга) là một thành phố ở phía tây nước Nga, nằm trên sông Oka cách Moskva 188 km về phía tây nam. Đây là trung tâm hành chính của tỉnh Kaluga. Dân số: 332 039 (điều tra dân số 2020).
Cư dân nổi tiếng nhất của Kaluga, nhà tiên phong khoa học tên lửa Konstantin Tsiolkovsky, đã làm việc ở đó với tư cách là giáo viên của trường từ năm 1892 đến năm 1935. Bảo tàng Lịch sử Vũ trụ Tsiolkovsky ở Kaluga là nơi dành riêng cho những thành tựu lý thuyết của ông và những triển khai thực tế của họ cho nghiên cứu vũ trụ hiện đại, do đó khẩu hiệu trên quốc huy của thành phố: КОЛЫБЕЛЬ КОСМОНАВТИКИ ("Cái nôi của Thám hiểm Không gian").
Tại đây có sân bay Grabtsevo.

## Khí hậu
Kaluga có khí hậu lục địa ẩm (phân loại khí hậu Köppen Dfb).
| Dữ liệu khí hậu của Kaluga              | Dữ liệu khí hậu của Kaluga | Dữ liệu khí hậu của Kaluga | Dữ liệu khí hậu của Kaluga | Dữ liệu khí hậu của Kaluga | Dữ liệu khí hậu của Kaluga | Dữ liệu khí hậu của Kaluga | Dữ liệu khí hậu của Kaluga | Dữ liệu khí hậu của Kaluga | Dữ liệu khí hậu của Kaluga | Dữ liệu khí hậu của Kaluga | Dữ liệu khí hậu của Kaluga | Dữ liệu khí hậu của Kaluga | Dữ liệu khí hậu của Kaluga |
| Tháng                                   | 1                          | 2                          | 3                          | 4                          | 5                          | 6                          | 7                          | 8                          | 9                          | 10                         | 11                         | 12                         | Năm                        |
| --------------------------------------- | -------------------------- | -------------------------- | -------------------------- | -------------------------- | -------------------------- | -------------------------- | -------------------------- | -------------------------- | -------------------------- | -------------------------- | -------------------------- | -------------------------- | -------------------------- |
| Trung bình ngày tối đa °C (°F)          | −6.6 (20.1)                | −5.0 (23.0)                | 0.4 (32.7)                 | 10.3 (50.5)                | 18.7 (65.7)                | 21.5 (70.7)                | 23.0 (73.4)                | 21.9 (71.4)                | 15.7 (60.3)                | 9.0 (48.2)                 | 0.7 (33.3)                 | −3.7 (25.3)                | 7.2 (45.0)                 |
| Trung bình ngày °C (°F)                 | −10.1 (13.8)               | −9.0 (15.8)                | −3.5 (25.7)                | 5.7 (42.3)                 | 12.7 (54.9)                | 15.8 (60.4)                | 17.5 (63.5)                | 16.3 (61.3)                | 10.9 (51.6)                | 5.4 (41.7)                 | −1.9 (28.6)                | −6.6 (20.1)                | 4.4 (39.9)                 |
| Tối thiểu trung bình ngày °C (°F)       | −13.5 (7.7)                | −12.9 (8.8)                | −7.4 (18.7)                | 1.0 (33.8)                 | 6.7 (44.1)                 | 10.1 (50.2)                | 12.0 (53.6)                | 10.7 (51.3)                | 6.1 (43.0)                 | 1.8 (35.2)                 | −4.5 (23.9)                | −9.5 (14.9)                | 0.1 (32.2)                 |
| Lượng Giáng thủy trung bình mm (inches) | 39 (1.5)                   | 33 (1.3)                   | 35 (1.4)                   | 39 (1.5)                   | 43 (1.7)                   | 77 (3.0)                   | 80 (3.1)                   | 71 (2.8)                   | 55 (2.2)                   | 50 (2.0)                   | 53 (2.1)                   | 55 (2.2)                   | 630 (24.8)                 |
| Nguồn: Meteoinfo.ru                     |                            |                            |                            |                            |                            |                            |                            |                            |                            |                            |                            |                            |                            |